# Otto Elfeldt
Otto Elfeldt (10 octobre 1895 à Bad Sülze - 23 octobre 1982 à Bad Schwartau) est un Generalleutnant allemand qui a servi au sein de la Heer dans la Wehrmacht pendant la Seconde Guerre mondiale.

## Biographie
Fils d'Otto August Eldfeldt et Marie-Caroline Joerges, il est marié à Gertrud Prehndont il a trois enfants.
Il entre dans l'Armée allemande le 27 juin 1914 en tant que Fahnenjunker dans le 20e régiment d'artillerie à pied. Il devient Leutnant le 27 janvier 1915, Oberleutnant le 1er février 1925, Hauptmann le 1er août 1929, Major le 1er septembre 1935 et Oberst le 1er juin 1940.
Au début de la Seconde Guerre mondiale, il est chef d' État-major de l'Artillerie auprès du Oberkommando der Wehrmacht.
Au cours de l'opération Barbarossa, du 26 novembre 1942 au 12 novembre 1943, il commande la 302e division d'infanterie au sein du Heeresgruppe Sud.
Le 27 décembre 1943, il devient commandant de la 165e division de réserve stationnée en Belgique. En février 1944, il prend le commandement de la 47e division d'infanterie.
Lors de la bataille de Normandie, il commande à partir du 30 juillet 1944 le 84e corps d'armée jusqu'à sa destruction dans la poche de Falaise le 20 août 1944 en remplacement de Dietrich von Choltitz. Il est capturé par des éléments de la 1re division blindée polonaise le 20 août 1944 dans la Poche de Falaise, près de Saint-Lambert sur Dive.
Il est transféré en Grande-Bretagne et gardé prisonnier à Trent Park jusqu'au 11 juin 1946 puis au camp 157 de prisonnier d' Island Farm d'où  il est libéré le 20 janvier 1948. Il réside ensuite à Bad Schwartau dans le Schleswig-Holstein.

## Décorations
- Croix de fer (1914)
  - 2e classe
  - 1re classe
- Croix hanséatique
- Insigne des blessés
- Agrafe de la croix de fer (1939)
  - 2e classe
  - 1re classe
- Croix allemande en or (17 novembre 1943)